# Hermann Halske
Hermann Halske (* 26. Oktober 1844 in Sankt Petersburg; † 24. Januar 1913 in Dalldorf) war ein schleswig-holsteinischer Rittergutsbesitzer und Politiker.

## Leben
Hermann Halske studierte am Polytechnikum Karlsruhe vom Wintersemester 1862 bis zum Sommersemester 1866 Chemie. Zu Beginn des Studiums wurde er Mitglied der Livonia Karlsruhe und gehörte 1864 zu den Stiftern der Baltica Karlsruhe. Von 1866 bis 1867 war er landwirtschaftlicher Eleve in Württemberg. Anschließend studierte er bis 1869 an der Königlichen Akademie Eldena bei Greifswald Landwirtschaft. 1871 wurde er Besitzer des Ritterguts Dalldorf bei Büchen im Herzogtum Lauenburg, das er bis zu seinem Tod bewirtschaftete.
Hermann Halske war Mitglied des Lauenburger Kreistages und des Provinziallandtages Schleswig-Holstein.